# Hoverdenia
Hoverdenia, monotipični biljni rod iz porodice primogovki smješten u tribus Justicieae, dio potporodice Acanthoideae. Jedina vrsta je meksički endem H. speciosa iz država Hidalgo, Queretaro, San Luis Potosi, Tamaulipas i Veracruz. Opisan je u Prodromus Systematis Naturalis Regni Vegetabilis 11: 330. 1847.

## Etimologija
Ime roda Hoverdenia je u čast Adriana Josefa Grafa von Hoverden-Plenckena (1798. – 1875.), šleskog kolekcionara. Bio je i predsjednik bivšeg muzeja u Wrocławu. Latinski specifičan epitet speciosa odnosi se na speciosus što znači upadljiv. I rod i vrsta prvi put su opisani i objavljeni 1847. godine.

## Opis
H. speciosa raste po pustinjama ili u suhim biomima grmlja, trnovitim šikarama, na visinama od 20 do 400 metara nadmorske visine. Tamaulipas joj je najsjevernija granica. Cvate od veljače do travnja; plodonošenje: od veljače do ožujka.